# Ministre de la Transformation du gouvernement, des Services publics et de l'Approvisionnement
Le ministre de la Transformation du gouvernement, des Services publics et de l'Approvisionnement (en anglais : Minister of Government Transformation, Public Services and Procurement) est le ministre responsable au sein du gouvernement fédéral canadien des services internes et de la supervision du processus d'approvisionnement.
Le titre est en vigueur depuis le 14 mars 2025 en remplacement du titre de ministre des Services publics et de l'Approvisionnement (en anglais : Minister of Public Services and Procurement) qui a servi lors du 29e conseil des ministres du Canada.

## Liste des titulaires
| Titulaire Parti | Titulaire Parti | Titulaire Parti         | Début        | Fin         | Cabinet      |
| --------------- | --------------- | ----------------------- | ------------ | ----------- | ------------ |
|                 |                 | Ali Ehsassi Libéral     | 14 mars 2025 | 13 mai 2025 | 30e (Carney) |
|                 |                 | Joël Lightbound Libéral | 13 mai 2025  | En fonction | 30e (Carney) |

### Anciens postes

#### Ministre des Approvisionnements et Services (1969-1996)
Le poste de ministre des Approvisionnements et Services qui a existé de 1969 à 1993 a été remplacé par le poste de ministre des Travaux publics et des Services gouvernementaux.

#### Ministre des Travaux publics (1867-1996)
Le poste de ministre des Travaux publics qui a existé de 1867 à 1993 a été remplacé par le poste de ministre des Travaux publics et des Services gouvernementaux.

#### Ministre des Travaux publics et des Services gouvernementaux (1996-2015)
| Titulaire Parti | Titulaire Parti | Titulaire Parti                | Début            | Fin              | Cabinet        |
| --------------- | --------------- | ------------------------------ | ---------------- | ---------------- | -------------- |
|                 |                 | Diane Marleau Libéral          | 12 juillet 1996  | 10 juin 1997     | 26e (Chrétien) |
|                 |                 | Alfonso Gagliano Libéral       | 11 juin 1997     | 14 janvier 2002  | 26e (Chrétien) |
|                 |                 | Don Boudria Libéral            | 15 janvier 2002  | 25 mai 2002      | 26e (Chrétien) |
|                 |                 | Ralph Goodale Libéral          | 26 mai 2002      | 11 décembre 2003 | 26e (Chrétien) |
|                 |                 | Stephen Owen Libéral           | 12 décembre 2003 | 19 juillet 2004  | 27e (Martin)   |
|                 |                 | Scott Brison Libéral           | 20 juillet 2004  | 5 février 2006   | 27e (Martin)   |
|                 |                 | Michael Fortier Conservateur   | 6 février 2006   | 24 juin 2008     | 28e (Harper)   |
|                 |                 | Christian Paradis Conservateur | 25 juin 2008     | 19 janvier 2010  | 28e (Harper)   |
|                 |                 | Rona Ambrose Conservateur      | 20 janvier 2010  | 14 juillet 2013  | 28e (Harper)   |
|                 |                 | Diane Finley Conservateur      | 15 juillet 2013  | 4 novembre 2015  | 28e (Harper)   |

#### Ministre des Services publics et de l'Approvisionnement (2015-2025)
| Titulaire Parti | Titulaire Parti | Titulaire Parti          | Début            | Fin              | Cabinet          |
| --------------- | --------------- | ------------------------ | ---------------- | ---------------- | ---------------- |
|                 |                 | Judy Foote Libéral       | 5 novembre 2015  | 27 août 2017     | 29e (J. Trudeau) |
|                 |                 | Carla Qualtrough Libéral | 28 août 2017     | 20 novembre 2019 | 29e (J. Trudeau) |
|                 |                 | Anita Anand Libéral      | 20 novembre 2019 | 26 octobre 2021  | 29e (J. Trudeau) |
|                 |                 | Filomena Tassi Libéral   | 26 octobre 2021  | 31 août 2022     | 29e (J. Trudeau) |
|                 |                 | Helena Jaczek Libéral    | 31 août 2022     | 26 juillet 2023  | 29e (J. Trudeau) |
|                 |                 | Jean-Yves Duclos Libéral | 26 juillet 2023  | 14 mars 2025     | 29e (J. Trudeau) |